# Pétur Halldórsson
Pour les articles homonymes, voir Halldórsson.
Pétur Halldórsson, né le 26 avril 1887 et mort le 26 novembre 1940, a été le maire de Reykjavik du 20 mars 1935 au 8 octobre 1940.